# Barska leća
Barska leća (lat. Spirodela), maleni ali veoma rasprostranjeni biljni rod iz porodice kozlačevki. Pripadaju mu po neeekim autorima četiri vrste vodenog bilja, od kojih je S. sichuanensis endem, Kine., prema drugima samo jedna.
Najrasprostranjenija je višekorjenska barska leća (Spirodela polyrhiza), koja raste i u Hrvatskoj, a prisutna je na svim kontinentima.

## Vrste
1. Spirodela polyrhiza (L.) Schleid.
2. Spirodela punctata (G.Mey.) C.H.Thomps., možda u Landoltia
3. Spirodela oligorrhiza (Kurz) Hegelm., možda sinonim za Landoltia punctata
4. Spirodela sichuanensis M.G.Liu & K.M.Xie, možda sinonim za Landoltia punctata